# François Le Livec
François Hyacinthe Le Livec de Trésurin, né à Quimper le 5 mai 1726 et mort (assassiné) à Paris le 4 septembre 1792 est un  prêtre jésuite français qui, avec d’autres, fut l'une des victimes des "massacres de septembre", durant la période de Terreur de la Révolution française. Mort par fidélité à l’Église et au souverain pontife, il est reconnu comme martyr par l'Église, et béatifié le 17 octobre 1926, par le pape Pie XI, en même temps que de nombreux autres prêtres, jésuites, capucins et carmes, victimes des excès de la Révolution française.

## Biographie
François Le Livec fut d’abord professeur dans des collèges jésuites, à Amiens puis à Vannes, avant de devenir directeur des retraites de femmes à Nantes. Après la suppression de la Compagnie de Jésus en France, il se retira en Allemagne, mais il revint plus tard à Paris. Attaché comme confesseur à la "maison" de la Princesse de Lamballe, il fut ensuite aumônier des Filles du Calvaire dans le Marais à Paris.
Emprisonné à la prison dite de La Force pour son refus de prêter serment à la Constitution civile du clergé, il fut mis à mort le 4 septembre 1792, comme beaucoup d’autres prêtres et religieux, lors des "massacres de septembre".
François Le Livec est commémoré au calendrier liturgique du diocèse de Quimper et Léon à la date du 2 septembre avec les bienheureux Claude Laporte, Vincent Le Rousseau et Nicolas Varron.